# Peter Nogly
Peter Nogly, né le 14 janvier 1947 à Travemünde, est un footballeur international allemand. Il évoluait au poste de défenseur ou de milieu de terrain.

## Biographie
Peter Nogly joue dans plusieurs clubs, en Allemagne et aux États-Unis. Il dispute 320 matchs et marque 38 buts en Bundesliga avec le Hambourg SV. Avec ce club, il est notamment champion d'Allemagne en 1979 et finaliste de la Coupe d'Europe des clubs champions en 1980.
Peter Nogly reçoit 4 sélections en équipe d'Allemagne. Il est sélectionné pour le Championnat d'Europe de football 1976 mais il ne joue aucun match lors de cette compétition.
Peter Nogly entame par la suite une carrière d'entraîneur : il dirige plusieurs équipes amateurs en Allemagne avant d'entraîner le club d'Al Shabab Dubaï aux Émirats arabes unis.

## Palmarès
- Finaliste du Championnat d'Europe de football 1976 avec l'Allemagne
- Finaliste de la Coupe d'Europe des clubs champions en 1980 avec Hambourg
- Vainqueur de la Coupe d'Europe des vainqueurs de coupe en 1977 avec Hambourg
- Champion d'Allemagne en 1979 avec Hambourg
- Vice-champion d'Allemagne en 1976 et 1980 avec Hambourg
- Vainqueur de la Coupe d'Allemagne en 1976 avec Hambourg
- Finaliste de la Coupe d'Allemagne 1974 avec Hambourg